# UTAO-UTAO
「UTAO-UTAO」（ウタオ-ウタオウ）は、V6の27枚目のシングル。2005年6月22日にavex traxから発売された。

## 解説
今作は初回盤4種と、通常盤の計5種で発売された。
3年10ヶ月ぶりに非コピーコントロールCDでの発売となった。
「UTAO-UTAO」のPVはこのシングルには収録されておらず、2015年発売のベストアルバム『SUPER Very best』〈V6 20th ANNIVERSARY SHOP限定盤〉の特典DVDにて初めてDVDに収録された。

## 特典
- 初回限定盤A
  - マガジンスタイル・ブックレット「いっしょにUTAO－UTAO特集号」（カラー12P）
  - V6オリジナル携帯ストラップ付

- 初回限定盤B
  - マガジンスタイル・ブックレット「スマイル&オフショット特集号」（カラー12P）
  - 「アイシールド21」スペシャルステッカー付

- 初回限定盤C
  - マガジンスタイル・ブックレット「撮影舞台裏ソロ・カット特集号」（カラー12P）
  - V6オリジナルフォトスタンド付

- 初回限定盤D
  - マガジンスタイル・ブックレット「V6 ソロ・カット特集号」（カラー12P）
  - V6オリジナルスペシャルステッカー付

## 収録曲
1. UTAO-UTAO [5:09]
作詞：御徒町凧
作曲：HIKARI
編曲：シライシ紗トリ
  - 岡田准一主演 TBS系ドラマ『タイガー&ドラゴン』主題歌
  - TBS系『学校へ行こう!MAX』テーマソング
2. BREAKTHROUGH [4:20] - Coming Century
作詞：六ツ見純代
作曲：森元康介
編曲：DREAMFIELD
  - テレビ東京系アニメ『アイシールド21』オープニングテーマ
3. 晴れ過ぎた空 [5:07]
作詞・作曲・編曲：清水昭男
  - DVD「Film V6 act IV -BALLAD CLIPS and more-」収録曲
  - フジテレビ系『VivaVivaV6』テーマソング
4. Drivin’ [4:33]
作詞：MIZUE
作曲：森元康介
編曲：COLDFEET
  - 日本テレビ系『MOBI』テーマソング

通常盤のみ収録。

## 収録アルバム
- 『musicmind』（#1）
  - 初回限定盤Aにはアルバムバージョンも収録されている。
- 『Very best II』（#1-3, 通常盤#4）
  - #3, 通常盤#4は永続盤のみ収録されている。
- 『SUPER Very best』（#1）
- 『Very6 BEST』（#1 - 4）
  - #1は全形態に収録。
  - #2, 通常盤 #4はあなたの名前入りスペシャル盤のみ収録。
  - #3は初回盤AのDISC3に収録。